# Osiraspis balteata
Osiraspis balteata  (лат.) — вид полужесткокрылых насекомых рода Osiraspis семейства Щитовки (Diaspididae). Впервые описан в 1923 году энтомологом У. Холлом.

## Распространение, описание
Эндемик Египта. Распространён в окрестностях города Луксор. Паразитирует на растениях рода Гребенщик (Tamarix).
Тело самки красновато-коричневого цвета, имеет яйцевидную форму. Взрослые самки имеют крайне малые размеры: 0,25—0,75 мм в длину и 0,3—0,5 мм в ширину, в связи с чем плохо различимы. Самцы белого и жёлтого цветов, туловище слегка расширено к концу.